# Fiskartjärnarna (Anundsjö socken, Ångermanland, 707048-160428)
Fiskartjärnarna är en sjö i Örnsköldsviks kommun i Ångermanland och ingår i Moälvens huvudavrinningsområde.